# Cântând în ploaie

Un poster al filmului

Cântând în ploaie (engleză: Singin' in the Rain) este un film muzical de comedie american lansat în anul 1952, cu Gene Kelly, Donald O'Connor și Debbie Reynolds care a fost regizat de Gene Kelly și Stanley Donen, Kelly ocupându-se și de coreografie. Prezintă o descriere a Hollywood-ului din perioada de tranziție de la filmele mute la cele vorbite.

## Primire
Filmul a avut o primire modestă la premieră, cu Donald O'Connor câștigând Globul de Aur pentru cel mai bun actor, iar Comden și Green câștigând Writers Guild of America Awards, acestea fiind singurele recunoașteri majore. Cu toate acestea, a primit statutul de film legendar din partea criticilor contemporani. În prezent, este frecvent descris ca fiind unul dintre cele mai bune musicaluri realizate vreodată, fiind în fruntea listei AFI's 100 Years of Musicals, și pe locul 5 în lista actualizată din 2007 a celor mai mari filme americane.

## Distribuție

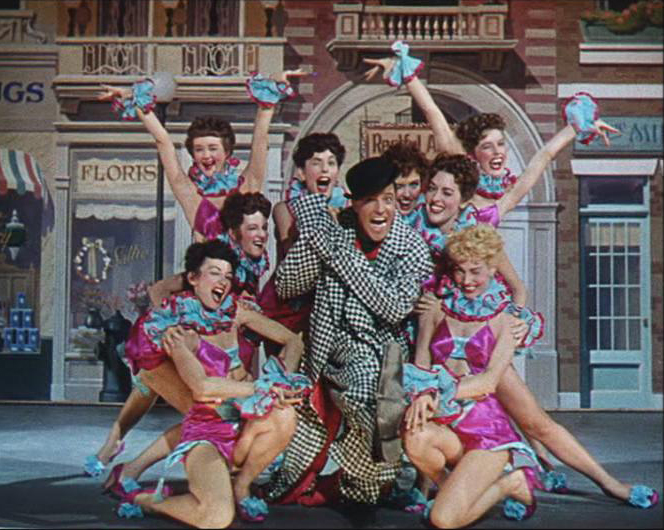
Gene Kelly în secvența Broadway Melody

- Gene Kelly ca Donald „Don” Lockwood.
- Donald O'Connor ca Cosmo Brown (Edmond Brown en VF)
- Debbie Reynolds ca Kathy Selden, fata din cor
- Jean Hagen ca Lina Lamont, vedetă a filmului mut
- Millard Mitchell ca R. F. Simpson, președintele  Monumental Pictures
- Cyd Charisse ca o dansatoare (Broadway Melody)
- Douglas Fowley ca Roscoe Dexter, producător de la Monumental Pictures
- Rita Moreno ca Zelda Zanders, numită "Fata Zip", actriță
- Madge Blake ca Dora Bailey, vedeta unei cronici
- Dawn Addams ca o domnisoara de onoare
- Jimmy Thompson ca o cântăreață (Beautiful Girl)

Actori nemenționați
- Kathleen Freeman ca Phoebe Dinsmore, profesor de dicție
- Dorothy Patrick ca deschizator
- Robert B. Williams ca un polițist
- King Donovan ca directorul de publicitate de la Monumental Pictures
- Robert Watson ca profesorul de dicție al lui „Don”
- Stuart Holmes ca J. Cumberland Spendrill III, escorta Zeldei la premieră
- Bill Lewin ca cowboyul KO
- Dennis Ross - „Don” copil